# 下萊茵

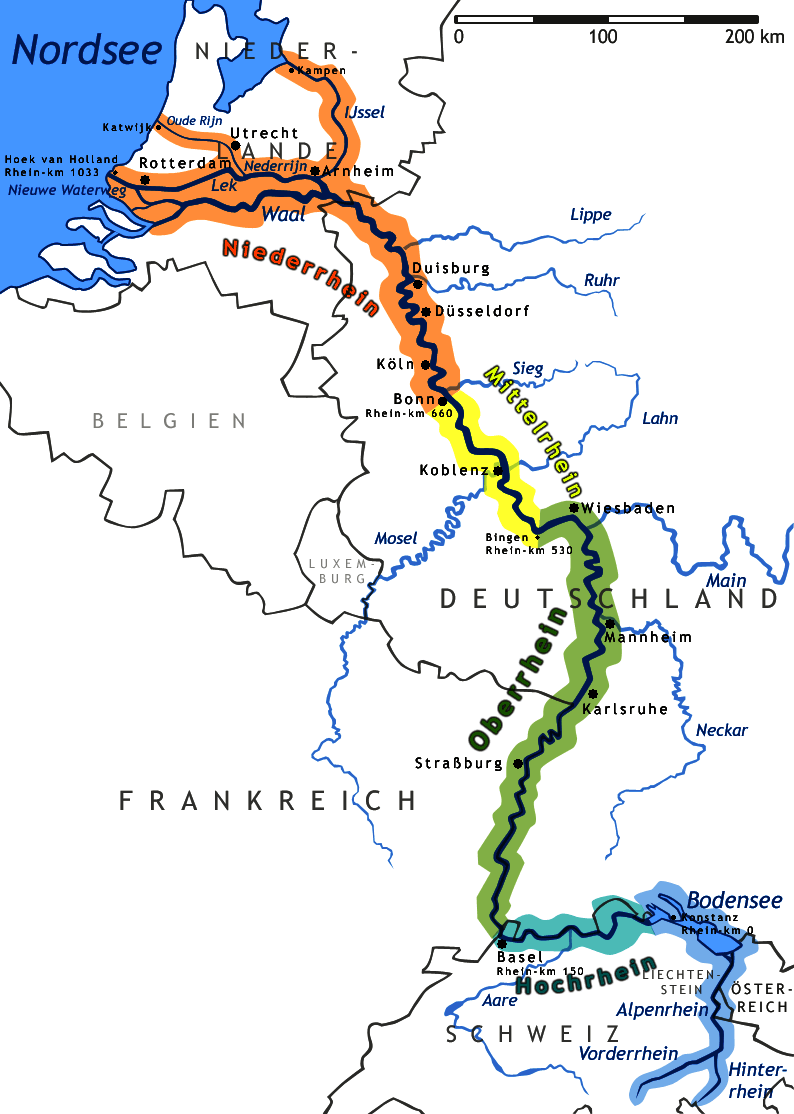
下萊茵河在圖中以橘色顯示

下萊茵（德語：Niederrhein；英語：Lower Rhine）是萊茵河第660至1,033千米的部分，它從德國波恩開始，直到荷蘭角港注入北海。它包括低萊茵河與莱茵-马斯-斯海尔德三角洲。另一種對下萊茵河的指代排除低萊茵河，僅指Pannerdens運河至波恩的上游河段。